# Mauritius az 1992. évi nyári olimpiai játékokon
Mauritius a spanyolországi Barcelonában megrendezett 1992. évi nyári olimpiai játékok egyik részt vevő nemzete volt. Az országot az olimpián 4 sportágban 13 sportoló képviselte, akik érmet nem szereztek.

## Atlétika
Férfi
| Versenyző   | Versenyszám | Előfutam | Előfutam | Előfutam | Negyeddöntő | Negyeddöntő | Negyeddöntő | Elődöntő | Elődöntő | Elődöntő | Döntő   | Döntő    |
| Versenyző   | Versenyszám | Idő      | Hely.    | Össz.    | Idő         | Hely.       | Össz.       | Idő      | Hely.    | Össz.    | Idő     | Helyezés |
| ----------- | ----------- | -------- | -------- | -------- | ----------- | ----------- | ----------- | -------- | -------- | -------- | ------- | -------- |
| Judex Lefou | 110 m gát   | 14,45    | 7.       | 35.      | kiesett     | kiesett     | kiesett     | kiesett  | kiesett  | kiesett  | kiesett | kiesett  |

| Versenyző        | Versenyszám | Selejtező | Selejtező | Döntő    | Döntő    |
| Versenyző        | Versenyszám | Eredmény  | Helyezés  | Eredmény | Helyezés |
| ---------------- | ----------- | --------- | --------- | -------- | -------- |
| Khemraj Naïko    | Magasugrás  | 210 cm    | 33.**     | kiesett  | kiesett  |
| Kersley Gardenne | Rúdugrás    | 520 cm    | 24.*      | kiesett  | kiesett  |

* - egy másik versenyzővel azonos eredményt ért el

** - öt másik versenyzővel azonos eredményt ért el

## Tollaslabda
| Versenyző                          | Versenyszám | Selejtező                                      | 32-es főtábla                                                                     | Nyolcaddöntő      | Negyeddöntő       | Elődöntő          | Döntő             | Helyezés |
| Versenyző                          | Versenyszám | Ellenfél Eredmény                              | Ellenfél Eredmény                                                                 | Ellenfél Eredmény | Ellenfél Eredmény | Ellenfél Eredmény | Ellenfél Eredmény | Helyezés |
| ---------------------------------- | ----------- | ---------------------------------------------- | --------------------------------------------------------------------------------- | ----------------- | ----------------- | ----------------- | ----------------- | -------- |
| Édouard Clarisse                   | Férfi egyes | Vóng Vaj-lap (Wong Wai Lap) (HKG) · 1-15, 2-15 | kiesett                                                                           | kiesett           | kiesett           | kiesett           | kiesett           | 33.      |
| Vandanah Seesurun                  | Női egyes   | Camilla Martin (DEN) · 1-11, 0-11              | kiesett                                                                           | kiesett           | kiesett           | kiesett           | kiesett           | 33.      |
| Martine de Souza                   | Női egyes   | Christine Magnusson (SWE) · 1-11, 0-11         | kiesett                                                                           | kiesett           | kiesett           | kiesett           | kiesett           | 33.      |
| Vandanah Seesurun Martine de Souza | Női páros   |                                                | Thaiföld (THA) · Ladawan Mulasartsatorn · Piyathip Sansaniyakulvilai · 2-15, 1-15 | kiesett           | kiesett           | kiesett           | kiesett           | 17.      |

## Úszás
Férfi
| Versenyző         | Versenyszám    | Előfutam | Előfutam | Előfutam | Döntő   | Döntő   | Döntő   | Helyezés |
| Versenyző         | Versenyszám    | Idő      | Hely.    | Össz.    | Típus   | Idő     | Hely.   | Helyezés |
| ----------------- | -------------- | -------- | -------- | -------- | ------- | ------- | ------- | -------- |
| Benoît Fleurot    | 200 m gyors    | 1:59,73  | 6.       | 42.      | kiesett | kiesett | kiesett | kiesett  |
| Benoît Fleurot    | 400 m gyors    | 4:12,05  | 7.       | 42.      | kiesett | kiesett | kiesett | kiesett  |
| Benoît Fleurot    | 1500 m gyors   | 16:43,46 | 5.       | 28.      | kiesett | kiesett | kiesett | kiesett  |
| Benoît Fleurot    | 200 m pillangó | 2:13,09  | 4.       | 43.      | kiesett | kiesett | kiesett | kiesett  |
| Bernard Desmarais | 100 m mell     | 1:07,75  | 6.       | 45.      | kiesett | kiesett | kiesett | kiesett  |
| Bernard Desmarais | 200 m mell     | 2:31,52  | 2.       | 45.      | kiesett | kiesett | kiesett | kiesett  |

Női
| Versenyző                                                          | Versenyszám          | Előfutam | Előfutam | Előfutam | Döntő   | Döntő   | Döntő   | Helyezés |
| Versenyző                                                          | Versenyszám          | Idő      | Hely.    | Össz.    | Típus   | Idő     | Hely.   | Helyezés |
| ------------------------------------------------------------------ | -------------------- | -------- | -------- | -------- | ------- | ------- | ------- | -------- |
| Corinne Leclair                                                    | 100 m gyors          | 1:00,95  | 4.       | 44.      | kiesett | kiesett | kiesett | kiesett  |
| Corinne Leclair                                                    | 200 m gyors          | 2:12,55  | 6.       | 35.      | kiesett | kiesett | kiesett | kiesett  |
| Corinne Leclair                                                    | 400 m gyors          | 4:43,53  | 5.       | 33.      | kiesett | kiesett | kiesett | kiesett  |
| Corinne Leclair Luanne Maurice Annabelle Mariejeanne King-Teng Lam | 4 × 100 m gyorsváltó | 4:09,96  | 7.       | 13.      | kiesett | kiesett | kiesett | kiesett  |

## Vitorlázás
Női
| Versenyző    | Versenyszám     | Futam | Futam | Futam  | Futam | Futam | Futam | Futam | Futam | Futam | Futam | Pontszám | Helyezés |
| Versenyző    | Versenyszám     | 1     | 2     | 3      | 4     | 5     | 6     | 7     | 8     | 9     | 10    | Pontszám | Helyezés |
| ------------ | --------------- | ----- | ----- | ------ | ----- | ----- | ----- | ----- | ----- | ----- | ----- | -------- | -------- |
| Marie Menage | Szörfvitorlázás | 29,0  | 29,0  | (31,0) | 28,0  | 29,0  | 29,0  | 31,0  | 29,0  | 26,0  | 31,0  | 261,0    | 23.      |